# Pseudocybaeota butterfieldi
Espèce
Pseudocybaeota butterfieldi est une espèce d'araignées aranéomorphes de la famille des Cybaeidae.

## Distribution
Cette espèce est endémique de Californie aux États-Unis,. Elle se rencontre dans le comté de Humboldt.

## Description
La carapace du mâle holotype mesure 2,10 mm de long sur 1,55 mm et la carapace des femelles mesure de 1,88 à 2,28 mm de long sur de 1,30 à 1,58 mm.

## Systématique et taxinomie
Cette espèce a été décrite par Bennett en 2022.

## Étymologie
Cette espèce est nommée en l'honneur du musicien Paul Butterfield.

## Publication originale
- Bennett, Copley & Copley, 2022 : « Pseudocybaeota (Araneae: Cybaeidae): a new spider genus endemic to coastal Pacific Northwestern United States of America. » Zootaxa, no 5169(6), p. 563-576.